# ۶۸ عقاب
۶۸ عقاب یک ستاره است که در صورت فلکی عقاب قرار دارد.